# Dân tộc (cộng đồng)
Dân tộc có thể chỉ một cộng đồng người chia sẻ một ngôn ngữ, văn hóa, sắc tộc, nguồn gốc, hoặc lịch sử. Tuy nhiên, nó cũng có thể chỉ những người có chung lãnh thổ và chính quyền (ví dụ những người trong một quốc gia có chủ quyền) không kể nhóm sắc tộc. Trong trường hợp gắn liền với một quốc gia dân tộc, dân tộc còn được gọi là quốc dân. "Dân tộc" mang nhiều nghĩa và phạm vi nghĩa của thuật ngữ thay đổi theo thời gian.
Hầu hết mọi dân tộc sống trong một lãnh thổ cụ thể gọi là quốc gia. Một số dân tộc khác lại sống chủ yếu ngoài tổ quốc của mình. Một quốc gia được công nhận là tổ quốc của một dân tộc cụ thể gọi là "nhà nước - dân tộc". Hầu hết các quốc gia hiện thời thuộc loại này mặc dù vẫn có những tranh chấp một cách thô bạo về tính hợp pháp của chúng. Ở các nước có tranh chấp lãnh thổ giữa các dân tộc thì quyền lợi thuộc về dân tộc nào sống ở đó đầu tiên. Đặc biệt ở những vùng người châu Âu định cư có lịch sử lâu đời, thuật ngữ "dân tộc đầu tiên" dùng cho những nhóm người có chung văn hóa cổ truyền, cùng tìm kiếm sự công nhận chính thức hay quyền tự chủ.

## Không thống nhất trong cách dùng
Thường thì những thuật ngữ như dân tộc, nước, đất nước hay nhà nước được dùng như những từ đồng nghĩa. Ví dụ như: vùng đất chỉ có một chính phủ nắm quyền, hay dân cư trong vùng đó hoặc ngay chính chính phủ. Chúng còn có nghĩa khác là nhà nước do luật định hay nhà nước thực quyền. Trong tiếng Anh các thuật ngữ trên không có nghĩa chính xác mà thường được dùng uyển chuyển trong cách nói viết hàng ngày và cũng có thể giải nghĩa chúng một cách rộng hơn.
Khi xét chặt chẽ hơn thì các thuật ngữ "dân tộc", "sắc tộc" và "người dân" (chẳng hạn người dân Việt Nam) gọi là nhóm thuộc về con người. "Nước" là một vùng theo địa lý, còn "nhà nước" diễn đạt một thể chế cầm quyền và điều hành một cách hợp pháp. Điều rắc rối là hai tính từ "quốc gia" và "quốc tế" lại dùng cho thuật ngữ nhà nước, chẳng hạn từ "luật quốc tế" dùng trong quan hệ giữa các nhà nước hoặc giữa nhà nước và các cá nhân, các công dân.
Cách dùng các thuật ngữ trên cũng rất đa dạng ở từng nước. Vương quốc Liên hiệp Anh và Bắc Ireland được công nhận ở tầm quốc tế là nhà nước độc lập, nghĩa là có một đất nước và dân cư mang quốc tịch Anh. Nhưng theo thông lệ nó được chia thành bốn nước gốc là Anh, Scotland, Wales và Bắc Ireland; ba nước trong số này không phải là nhà nước độc lập. Tình trạng này xét theo cách nào cũng gây ra tranh cãi, chẳng hạn nhiều phong trào ly khai của xứ Wales và Scotland bắt nguồn từ đấy đã ít nhiều công nhận Cornwall là một đất nước riêng biệt bên trong nước Anh. Cách dùng thuật ngữ "dân tộc" không chỉ gây nhập nhằng mà còn là chủ đề nhiều tranh cãi chính trị có thể gây ra bạo lực.
Thuật ngữ "dân tộc" thường dùng một cách ẩn dụ để chỉ những nhóm người có chung đặc điểm hay mối quan tâm.

## Từ nguyên và cách dùng ban đầu
Từ "dân tộc" trong tiếng Anh có nguồn gốc từ tiếng Latin nātĭō (stem nātiōn-), nghĩa là: Hành động sinh nở, sự sinh đẻ.

## Chủ nghĩa dân tộc
Ở châu Âu nhất là từ cuối thế kỷ 18, ý niệm về dân tộc được đánh giá cao trong chính trị, từ đó dẫn đến sự phát triển của học thuyết và triết thuyết về chủ nghĩa dân tộc. Những nhà theo chủ nghĩa dân tộc coi "dân tộc" không đơn thuần chỉ một nhóm người mà gắn liền với khái niệm chủ quyền.

## Xác định một dân tộc
Dân tộc được xác định dựa trên một số tính chất nhất định áp dụng cho từng cá nhân lẫn cả dân tộc đó. Yêu cầu đầu tiên là các tính chất phải "chia sẻ" được, vì một nhóm người chẳng có điểm gì chung không thể tạo thành dân tộc.